# Aimophila strigiceps
Aimophila strigiceps é uma espécie de ave da família Emberizidae.
Pode ser encontrada nos seguintes países: Argentina, Bolívia e Paraguai.

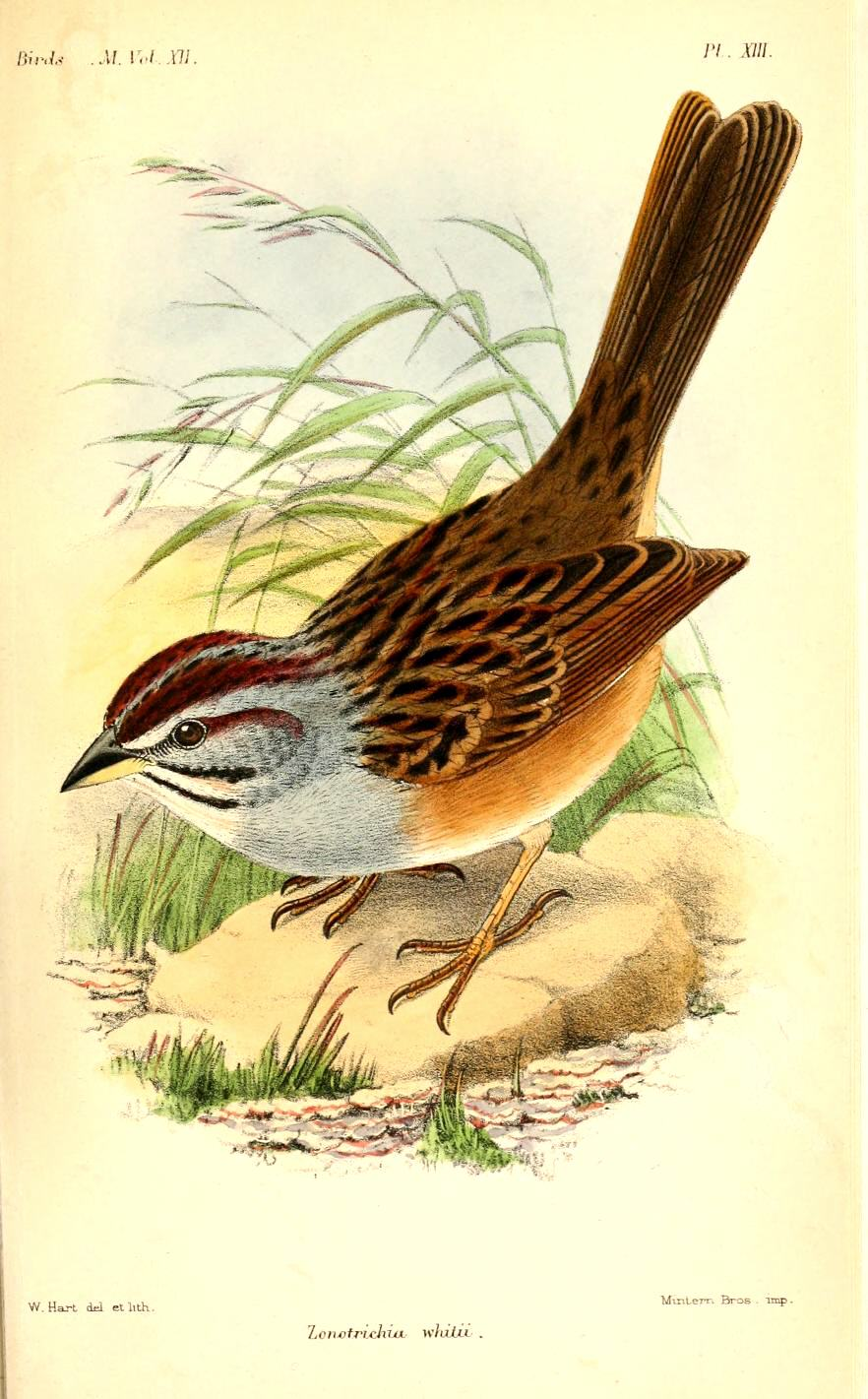

Os seus habitats naturais são: florestas secas tropicais ou subtropicais e matagal árido tropical ou subtropical.